# دکتری عالی ادبیات
دکتری عالی ادبیات (D.Litt. , Litt.D. , D. Lit. , or Lit. D. ; Litterarum Doctor / Doctor Litterarum) مدرکی دانشگاهی از ردهٔ عالیِ سطحِ دکترا می‌باشد که در بسیاری از دانشگاه‌های اروپا و آمریکای شمالی، اغلب به صورت افتخاری، به خاطر دست‌آوردهای برجسته در انسانیّات و هنر اهدا می‌شود.